# مستشفى الملك عبد الله التخصصي للأطفال (الرياض)
مستشفى الملك عبد الله التخصصي للأطفال في الرياض هو مستشفى تابع لوزارة الحرس الوطني، ويقع في مدينة الرياض، ويستوعب المستشفى أكثر من 600 سرير، ويشمل المستشفى 3 أبراج طبية يبلغ ارتفاعها 11 طابق تقدم الاحتياجيات الطبية لمختلف أمراض الأطفال.

## يضم المستشفى
- قسم طب وجراحة الأطفال: 276 سرير.
- قسم جراحة زراعة الأعضاء: 72 سرير.
- قسم لوحدات العناية المركزة: 62 سرير والتي تضم وحدة حروق متخصصة للأطفال.
- قسم آخر غير محدد 48 سرير.
- لغسيل الكلى 8 اسرة.
- مرافق مخصصة لحالات الطوارئ والإصابات وجراحة اليوم الواحد.
- طوارئ وإصابات الأطفال 60 سرير.
- جراحة اليوم الواحد 50 سرير.
- العلاج الكيميائي ومنطقة نقل الدم 70 سرير.

ويوفر المستشفى كذلك العلاج الثلاثي الشامل لمرض السرطان، في كل ما يتعلق بالجراحة والعلاج الكيميائي والعلاج الإشعاعي – وجهاز السيكلترون (Cyclotron) المستخدم في تشخيص الأورام السرطانية. بالإضافة إلى 14 غرفة للعمليات الجراحية وغرفتين للتدخل الإشعاعي لاستيعاب مجموعة كاملة من حالات الطوارئ والعمليات الجراحية الاختيارية مع غرف جراحية لزراعة الأعضاء وعمليات فصل التوائم السيامية.